# 3023 Heard
3023 Heard eller 1981 JS är en asteroid i huvudbältet som upptäcktes den 5 maj 1981 av den amerikanske astronomen Edward L.G. Bowell vid Anderson Mesa Station. Den är uppkallad efter den kanadensiske astronomen John F. Heard.
Asteroiden har en diameter på ungefär 4 kilometer och den tillhör asteroidgruppen Flora.